# Tharid

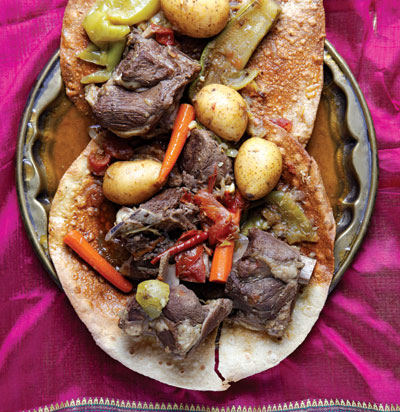
Tharid

Tharid (arabisch ثريد, DMG ṯarīd; auch als Trid, Taghrib, Tashreeb und Thareed bekannt) ist ein traditionelles Gericht der arabischen Küche, das aus gekochtem Fleisch und Brot besteht, wobei es zahlreiche Varianten gibt. Es gilt im Islam als Leibgericht des Propheten Mohammed, der sinngemäß über seine Lieblingsfrau Aischa sagte: „Sie übertrifft andere Frauen so wie Tharid andere Gerichte übertrifft.“
Tharid ist nicht nur auf der Arabischen Halbinsel weit verbreitet, sondern auch in Nordafrika (trid) und sogar im chinesischen Xinjiang (terit). Die Mauren brachten verschiedene Rezepte dafür mit nach Spanien. 
Die einfachste Version des Gerichts besteht darin, Brot in die Fleischbrühe zu tunken und es zusammen mit dem Fleisch zu essen. Bei einer anderen Variante werden Brot und Fleisch in mehreren Schichten übereinander gelegt. In Syrien heißt ein ähnliches Gericht Fatteh und wird zubereitet durch das Vermischen von geröstetem und zerkleinertem Pitabrot mit Joghurt und gekochtem Fleisch. Für das marokkanische trid wird gekochtes Fleisch zwischen papierdünne Teiglagen (warqa) geschichtet.

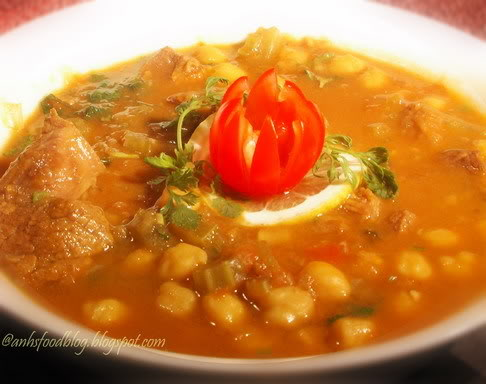
Lammtharidsuppe